# 히라코테리움
히라코테리움(Hyracotherium) 또는 에오히푸스(Eohippus)는 제3기 에오세 초기인 약6000만년~5000만년 전 북아메리카와 유럽, 아프리카 대륙에서 살았던 유제류이다. 말과 당나귀류의 초기 조상으로 원시 말로 보았으나, 말, 당나귀류와 맥의 공통 조상이기도 하다. 4개의 앞발가락과 3개의 뒷발가락을 가진 고양이만한 크기였다.
풀을 뜯어먹고 살았으나 작은 풀 외에도 고사리류, 이끼, 땅에 떨어진 과일 열매와 부드러운 잎만을 먹었다. 크기는 돼지만하고 뛰기에 알맞은 다리를 가지고 있었다. 등은 굽었고 목과 주둥이는 짧았으며 꼬리가 길었다. 앞다리에는 4개의 발가락이 달려 있었으며, 뒷다리에는 3개의 발가락이 있었다. 이는 단순한 형태로 작은 끌 모양의 앞니와 작은 송곳니가 있었다. 수컷은 암컷에 비해 몸집과 얼굴이 크고 송곳니가 길다. 등허리가 굽어 있었고 머리뼈가 길고 납작하였다. 한반도에서는 유사종이 서식하였는데 화석은 조선민주주의인민공화국에서 화석이 발굴된다.
처음 발견되었을 때 바위너구리를 닮은 짐승이라는 이름의 히라코테리움이라 이름하였다. 1841년 영국 고생물학자 리처드 오웬이 처음 명명했다. 그 뒤 1876년 영국인 마쉬가 히라코테리움의 완전한 골격을 발견하고 새로운 이름인 에오히푸스(Eohippus, '초기 말'이란 뜻)를 제안했다. 하지만 20세기 중반, 국제명명규약에 따라 먼저 명명된 이름인 히라코테리움이 정식 학명으로 인정받게 된다.

## 다른 말
에오세 초기에 히라코테리움 외에도 시프르히푸스(Sifrhippus), 미니푸스(Minippus), 아레나히푸스(Arenahippus) 등 새로운 종의 화석이 발견되었는데 이들은 모두 에오세 초기에 생존하고 있었다. 따라서 히라코테리움 이전에 최초의 말류가 따로 존재했을 것으로 여겨지기도 한다.
히라코테리움은 여러 종의 변종이 나타났다. 이 중 오로히푸스는 학자들에 따라서는 히라코테리움보다 진화된 종으로 보기도 하고, 히라코테리움의 진화된 아종으로 보기도 한다.

## 기타
하이라코테리움이나 에오히푸스로 분류했던 화석들을 재분류한 결과 말과 당나귀, 맥의 조상인 화석들을 제외한 나머지 종류들은 제니코히푸스(Xenicohippus), 시스테모돈(Systemodon), 플리오로푸스(Pliolophus) 등으로 따로 분류되었다.

## 같이 보기
- 오로히푸스
- 메리히푸스
- 말
- 당나귀
- 맥